# Godefroi de Conversano
Godefroi cel Bătrân (d. septembrie 1100) a fost un nobil normand din sudul Italiei, devenit conte de Conversano din 1072 și senior de Brindisi și Nardò din 1070, până la moarte.
Godefroi era nepot al lui Robert Guiscard, prin una dintre surorile acestuia. Potrivit cronicarului Goffredo Malaterra, Godefroi a cucerit cele mai multe dintre teritorii prin propria sa energie (sua strenuitate) și fără a avea ajutorul lui Guiscard. Astfel, atunci când, în 1067, Guiscard i-a solicitat omagiu pentru castelul de Montepeloso, Godefroi a refuzat să îl presteze. Robert l-a îngenunchiat în războiul care a urmat, forțându-l să îi acorde omagiul. Printre alte posesiuni, Godefroi cucerise de la bizantini Polignano și Monopoli.
Godefroi s-a raliat verilor săi Abelard și Herman (fiii lui Umfredo de Hauteville), fratelui său contele Robert de Montescaglioso și contelui Henric de Monte Sant'Angelo în rebeliunea din 1079–1082, pe când Robert Guiscard era plecat din Italia, pentru a lupta împotriva bizantinilor în Balcani. Fratele său a murit în iulie 1080, iar Abelard un an mai târziu. Pe când el asedia Oria, un oraș situat pe Via Appia între Brindisi și Taranto, Robert a revenit la Otranto și a pornit marșul contra sa. Godefroi, deși avea suportul a numeroși soldați, a găsit de cuviință să părăsească lupta.
Până în 1083, Godefroi s-a reconciliat cu Robert Guiscard, pe care l-a însoțit în ultima campanie a acestuia împotriva Bizanțului. El a fost de asemenea prezent la sinodul ținut la Melfi în 1089. S-a remarcat și prin aceea că a fost patron al mănăstirilor locale.
Godefroi a murit cel mai probabil la Brindisi, în 1100 sau 1101. El a lăsat trei fii și o fiică: Robert, Alexandru, Tancred și Sibila, căsătorită cu Robert Curthose, ducele de Normandia.